# Джеффрі Еванс
Джеффрі Еванс (англ. Geoffrey Evans; 1883–1963) - британськийботанік, виконувач обов'язків директора Королівських ботанічних садів в К'ю.

## Біографія
Еванс народився у Ланкаширі, Англія, 26 червня 1883 року. Він навчався в школі у Бері та у Downing College Кембриджського університету, де отримав диплом з сільського господарства у 1905 році.
Після роботи на кафедрі сільського господарства Кембриджського університету, він працював у Індійській сільськогосподарській службі з 1906 до 1923 року. З 1927 до 1938 він управляючим Імперського коледжу тропічного сільського господарства у Тринідаді, та працював у Австралії, Фіджі та Нової Гвінеї.
Еванс був членом комісії Британської Гвіани у справах біженців, членом Комісії з вищої освіти у Західній Африці з 1942 до 1943 року та головою Комісії з врегулювання у Британській Гвіані та Британському Гондурасі.
У 1938 році Еванс був зарахований до штату у Королівські ботанічні сади в К'ю, де він працював економічним ботаніком (1938-1954), а з 1941 до 1943 року, виконуючим обов'язки директора.
Джеффрі Еванс помер у  Мейфілді, Східний Сассекс 16 серпня 1963 року.